# وزارت ارشاد، حج و اوقاف افغانستان
وزارت ارشاد، حج و اوقاف افغانستان یکی از وزارتخانه‌های دولت جمهوری اسلامی افغانستان می‌باشد. در حال حاضر مولوی عبدالحکیم منیب وزیر ارشاد، حج و اوقاف می‌باشد.

## وظایف
وزارت حج و اوقاف ، وزارت کلیدی رسیدگی به امور مذهبی در افغانستان است. وظایف این وزارتخانه عبارتند از: ارسال حاجی به عربستان سعودی ؛ جمع آوری درآمد مربوط به وقف و ارسال آنها به دولت در یک حساب بانکی خاص؛ شناسایی و کسب اموال مربوط به وقف؛ آموزش دختران و پسران با آموزه های اسلامی در مساجد و اماکن مقدس؛ حصول اطمینان از روابط دیپلماتیک با سفارتخانه ها و سازمان های اسلامی با سراسر جهان از طریق وزارت امور خارجه و بالا بردن آگاهی عمومی در مورد مسائل مذهبی در سطح ملی .

## فهرست وزیران
| شماره                               | تصویر | وزیر            | تصدی      | مدت   | حزب   | رئیس‌جمهور          |
| ----------------------------------- | ----- | --------------- | --------- | ----- | ----- | ------------------ |
| جمهوری اسلامی افغانستان (۲۰۰۱–۲۰۲۱) |       |                 |           |       |       |                    |
| ۱                                   |       | محمدحنیف بلخی   | ۲۰۰۱ ۲۰۰۲ | ۱ سال | مستقل | حامد کرزی          |
| ۲                                   |       | محمدامین نظریار | ۲۰۰۲ ۲۰۰۴ | ۲ سال | مستقل | حامد کرزی          |
| ۳                                   |       | نعمت‌الله شهرانی | ۲۰۰۴ ۲۰۱۱ | ۶ سال | مستقل | حامد کرزی          |
| ۴                                   |       | نورالله مراد    | ۲۰۱۰      |       | مستقل | حامد کرزی          |
| ۵                                   |       | یوسف نیازی      | ۲۰۱۰ ۲۰۱۴ | ۴ سال | مستقل | حامد کرزی اشرف غنی |
| ۶                                   |       | فیض‌محمد عثمانی  | ۲۰۱۴ ۲۰۱۸ | ۴ سال | مستقل | اشرف غنی           |
| ۷                                   |       | عبدالحکیم منیب  | ۲۰۱۸      |       | مستقل | اشرف غنی           |